# Laurentian Valley
Laurentian Valley est une municipalité de canton  du comté de Renfrew, située dans l'Est de l'Ontario, au Canada. Elle borde la rivière des Outaouais, la ville de Pembroke et la ville de Petawawa.
Le canton est créé le 1er janvier 2000 à partir des anciens cantons de Stafford-Pembroke et d'Alice et Fraser. 

## Localités

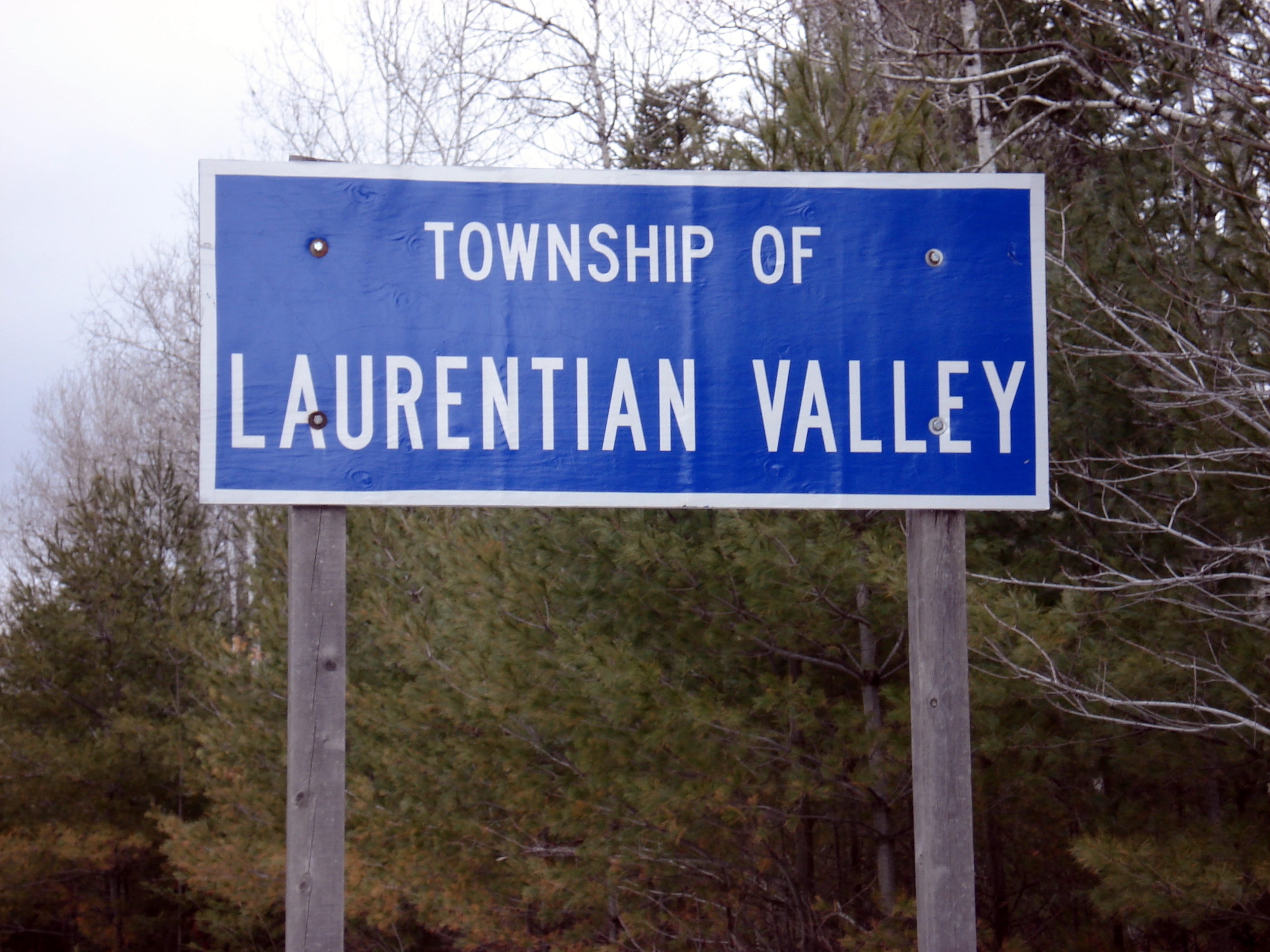
Signalisation d'entrée sur Round Lake Road.

Le canton comprend les localités d'Alice, Cotnam Island, Davis Mills, Fairview, Forest Lea, French Settlement, Gorr Subdivision, Government Road, Greenwood, Hiam, Huckabones Corners, Indian, Kathmae Siding, Locksley, Lower Stafford, Micksburg, Pleasant View, Subdivision Shady Nook, Stonebrook et Trautrim.

## Démographie
Lors du recensement canadien de 2021 mené par Statistique Canada, Laurentian Valley compte 9 450 habitants vivant dans 3 715 de ses 3 877 logements privés au total, un changement de 0,7 % par rapport à sa population de 9 387 en 2016 . Avec une superficie de 539,08 km2 (208,13995187372 mi2), il avait une densité de population de 17,530/km2 (45,402/sq mi) en 2021. 